# Monochamus plumbeus
Monochamus plumbeus là một loài bọ cánh cứng trong họ Cerambycidae.